# Урузган
Урузга́н (дари اروزگان — Orōzgān, пушту اوروزګان ,روزګان‎) — провинция в центре Афганистана. На юге граничит с провинцией Кандагар, а на западе — с провинцией Гильменд.
Провинция является родиной основателя движения Талибан Муллы Омара.
28 марта 2004 года из провинции Урузган была выделена новая провинция Дайкунди, населённая хазарейцами.

## Административное деление

Карта провинции Урузган.

Провинция Урузган делится на 6 районов:
- Гизаб
- Дех Рахвуд
- Тарин Ковт
- Хаз Урузган
- Хора
- Чинарту